# 아스트로노미카 (마닐리우스)

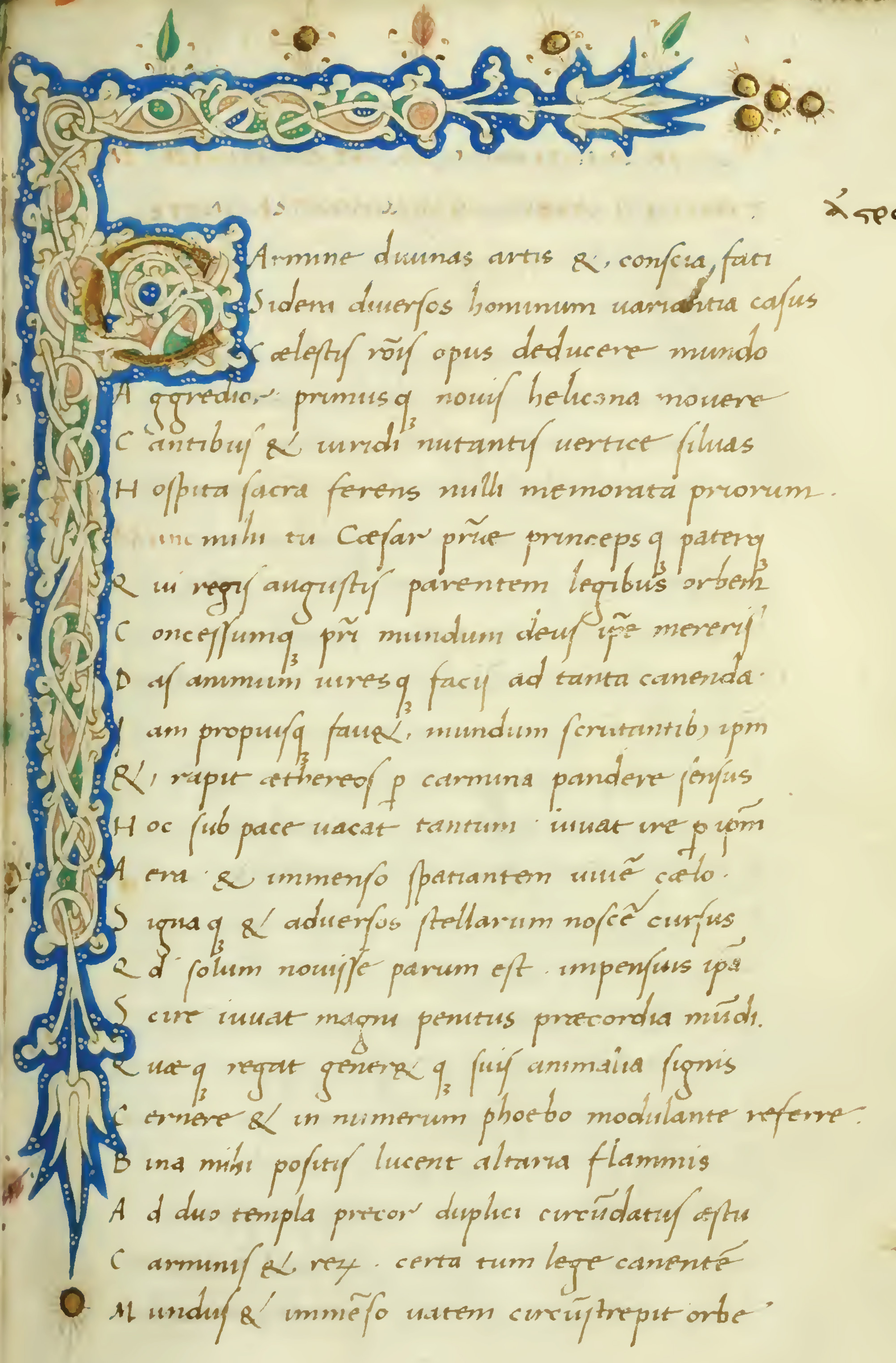

아스트로노미콘(Astronomicon)으로도 알려진 아스트로노미카(Astronomica (Latin: [as.troˈno.mi.ka] 혹은 [as.trɔˈnɔ.mɪ.ka])는 마르쿠스 마닐리우рввоплафдрвфьввлвф스가 썼다고 알려진 라틴어 서사시이다. 카이사르 아우구스투스나 티베리우스가 썼다고도 한다.